# 紅鯡魚
紅鯡魚（英語：Red Herring）是英文熟语。指以修辭或文學等各種手法轉移議題焦點與注意力，是一種政治宣傳、公關及戲劇創作的技巧，也是一種邏輯謬誤。一些常見的邏輯謬誤，像是各類的訴諸情感，都可視為紅鯡魚的一種。

## 起源
紅鯡魚當成轉移焦點的代名詞有幾種不同的起源，其中的一種認為當初反打獵人士為了混淆獵犬的嗅覺，所以在獵場中四處放置煙燻過的鯡魚，藉此轉移獵犬的注意力；另外一種說法則認為是監獄逃犯為了誘騙追緝的警犬，所以在逃跑的路程外放置紅鯡魚，藉此順利逃脫。

## 戲劇上應用
在文學、戲劇，尤其是推理小說的創作上，紅鯡魚通常代表誤導讀者思路的誘餌，讓讀者在看到結局之前，誤以為某人或某事件為兇手或破案關鍵。

## 公關、宣傳上應用
紅鯡魚在公關與政治宣傳上也經常被使用，利用新的事件或曲解議題，將群眾的注意力移開原先關注的議題上。紅鯡魚常用來處理政府或企業面臨的危機，在危機發生的時候拋出另外一個不相干的議題；或是配合「樂隊花車」技巧，混淆群眾。

## 紅鯡魚和煙霧彈
紅鯡魚和煙霧彈（smoke screen）經常被視作同一回事，但一些觀點認為，兩者有細微的差異。紅鯡魚是刻意引入一個無關的議題以轉移注意力；煙霧彈則是將主題搞得異常複雜而喪失焦點。
例如，有人認為美國總統比尔·克林顿對蘇丹採取導彈行動，是用來把民眾視線引離他與莫妮卡·陸文斯基外遇事件的紅鯡魚。這是引入無關議題以轉移注意力，故為紅鯡魚。紅鯡魚的另一個例子是在性侵或性騷擾案件發生時，透過受害者的衣著、行為、生活習慣等，質疑受害者的性生活是否檢點，但受害者的穿著、打扮、行為、生活習慣等，都與受害者是否遭受性侵或性騷擾、性侵或性騷擾是否嚴重等都沒有任何關係，因此這類檢討受害者的說法是一種紅鯡魚。
亦有人認為，小布什（George W. Bush）攻擊伊拉克其實是為了石油利益、為了完成老布什未完成的政績；他高談闊論伊拉克有導彈、有核武器、對美国如何造成威脅等等，都不是重點。這是引入相關議題令主題複雜，令人忽略其真正目的，故為煙霧彈。

## 例子

### 酒駕應該比照故意殺人處罰
- 甲：酒駕會撞死人，而且是可以避免的，而且現在大家都知道酒駕的危害，所以我認為，酒駕應該比照故意杀人處罰。
- 乙：開快車一樣會撞死人，一樣是可以避免的，其危害大家也知道，我們應該多討論超速的危害及處罰！

甲是要討論酒駕，但是乙卻引入超速這個不直接相關的議題，是引入紅鯡魚的做法。

### 家庭生活
- 妻子：你這樣對我說話！你是不是不愛我了？！
- 丈夫：那你吃那些零食就是有愛我嗎？

妻子想討論相處方式問題，丈夫卻將其轉為妻子的飲食習慣問題。

## 外部連結
- （英文）Red Herring, SourceWatch （页面存档备份，存于）
- （英文）Logical Fallacy: Red Herring （页面存档备份，存于）